# Lissi Arna
Lissi Arna, född 20 december 1904 i Berlin, död 22 januari 1964 i Berlin, var en tysk skådespelerska. Hon medverkade i runt 60 filmer och var en populär filmstjärna i Tyskland särskilt under slutet av 1920-talet.

## Filmografi (urval)
- 1939 - Morgen werde ich verhaftet
- 1939 - Sensationsprozess Casilla
- 1929 – Hjärtats triumf
- 1929 - På andra sidan gatan
- 1928 - The Physician
- 1921 - Die Villa im Tiergarten
- 1915 - Der Katzensteg

## Fotnoter
1. 1 2  Gemeinsame Normdatei, Deutsche Nationalbibliotheks katalog-id-nummer: 1177637137749153-1, läst: 18 oktober 2015.[källa från Wikidata]
2. ↑  Gemeinsame Normdatei, läst: 9 april 2014.[källa från Wikidata]
3. ↑  Gemeinsame Normdatei, läst: 11 december 2014.[källa från Wikidata]
4. ↑  Gemeinsame Normdatei, läst: 30 december 2014.[källa från Wikidata]